# بلوبير تيم
بلوبير تيم هي شركة بولندية لتطوير ألعاب الفيديو، مقرها في كراكوف، تأسست في نوفمبر 2008 من قِبل بيتر بابينو وبيتر بيلاتوفيتش وتشتهر الشركة بلعبة ليرز أوف فير وأوبسيرفر وليرز أوف فير 2. في يناير 2018 حصل الفريق على جائزة "Paszport Polityki" في «الثقافة الرقمية».